# Jan Piotr Sapieha
Jan Piotr Sapieha (1569-1611) fue un noble szlachta de la Mancomunidad de Polonia-Lituania. Fue starosta uświacki, pułkownik królewski, hijo de Paweł Sapieha (1523-1580) y Anna Chodkiewiczowna (1540- 1595), casado con Zofia Weiher, padre de Jan Paweł Sapieha. Participó en las Guerras Polaco-Suecas - aportando un chorągiew privado de cien cosacos, y comandó el ala derecha en la Batalla de Kircholm en 1605. Participó asimismo en la Guerra Polaco-Moscovita (1605-1618), donde lideró el fallido sitio del Monasterio de la Trinidad y de San Sergio en 1608 y combatió al Primer Ejército de Voluntarios del Pueblo, liderado por Prokopi Liapunov, cerca de Moscú. Murió durante el sitio del Kremlin de Moscú, siendo enterrado en Leipūnai/Vilna.
Jan Piotr Sapieha es una de los personajes que aparecen en la famosa obra de Jan Matejko: los sermones de Piotr Skarga.